# Tebara
Tebara is een bestuurslaag in het regentschap West-Soemba van de provincie Oost-Nusa Tenggara, Indonesië. Tebara telt 2992 inwoners (volkstelling 2010).